# Klaproth (cráter)

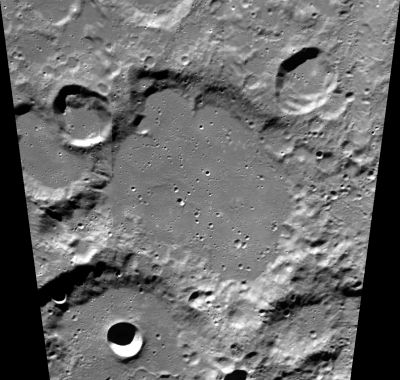
Fotografía de la misión Clementine (1994)

Klaproth es un viejo cráter de impacto que se encuentra en las accidentadas tierras altas del sur de la cara visible de la Luna. Debido a su ubicación, este cráter aparece significativamente en escorzo cuando se ve desde la Tierra. El borde sur del cráter está cubierto por el cráter de tamaño similar Casatus, y al norte-noreste se encuentra Blancanus.
El borde exterior de Klaproth ha sido profundamente erosionado, inciso y remodelado por una larga historia de impactos. El borde al norte y al este sigue siendo relativamente circular, pero el borde original en la cara occidental ha sido cubierto por los cráteres satélite Klaproth G y Klaproth H, y otros impactos. Al sur, el cráter Casatus interfiere significativamente en el suelo interior. El suelo restante ha resurgido por algún material en el pasado, posiblemente material eyectado fluido o lava, dejando una superficie nivelada y casi sin rasgos, marcada tan solo por una multitud de pequeños cráteres. Si esta llanura amurallada alguna vez poseyó un pico central, ya no existe.
El cráter fue nombrado en memoria de Martin Heinrich Klaproth, el químico alemán descubridor del uranio.

## Cráteres satélite
Por convención estos elementos son identificados en los mapas lunares poniendo la letra en el lado del punto medio del cráter que está más cercano a Klaproth.
|          | \| Klaproth \| Coordenadas \| Diámetro \| \| -------- \| ------------------------------ \| -------- \| \| A \| 68°12′S 21°36′O / -68.2, -21.6 \| 30 km \| \| B \| 72°00′S 24°42′O / -72.0, -24.7 \| 11 km \| \| C \| 69°06′S 19°30′O / -69.1, -19.5 \| 8 km \| \| D \| 70°12′S 20°24′O / -70.2, -20.4 \| 8 km \| \| G \| 68°36′S 31°12′O / -68.6, -31.2 \| 30 km \| \| H \| 69°24′S 33°06′O / -69.4, -33.1 \| 41 km \| \| L \| 70°06′S 36°30′O / -70.1, -36.5 \| 11 km \| |          |
| Klaproth | Coordenadas | Diámetro |
| A        | 68°12′S 21°36′O / -68.2, -21.6 | 30 km    |
| B        | 72°00′S 24°42′O / -72.0, -24.7 | 11 km    |
| C        | 69°06′S 19°30′O / -69.1, -19.5 | 8 km     |
| D        | 70°12′S 20°24′O / -70.2, -20.4 | 8 km     |
| G        | 68°36′S 31°12′O / -68.6, -31.2 | 30 km    |
| H        | 69°24′S 33°06′O / -69.4, -33.1 | 41 km    |
| L        | 70°06′S 36°30′O / -70.1, -36.5 | 11 km    |